# Theo Kulsdom
Theo Kulsdom (Dordrecht, 27 april 1967) is een Nederlands voormalig voetballer die als aanvaller speelde.
Hij begon bij EBOH waarmee hij in het seizoen 1982/83 kampioen werd in de Derde klasse B. Kulsdom speelde met DS '79 twee seizoenen (1983/84 en 1987/88) in de Eredivisie en vier seizoenen in de Eerste divisie. Vervolgens speelde hij drie seizoenen in de Verenigde Staten in de professionele indoorcompetitie MISL voor Cleveland Crunch en Wichita Wings. Terug in Nederland speelde hij nog in de verdediging bij VV Heerjansdam in de Eerste klasse. Na zijn voetballoopbaan werd hij golfleraar.